# Filhos do Tigre
Filhos do Tigre (Sons of the Tiger no original em inglês) 
é um grupo fictício de super-heróis dos quadrinhos da Marvel Comics, criado por Gerry Conway e Dick Giordano. As histórias surgiram em revista da Curtis Magazines (ligada a Marvel) chamada Deadly Hands of Kung Fu, publicada em abril de 1974. No Brasil, surgiram pela primeira vez na revista "Kung Fu" da EBAL, lançada em setembro de 1974. Os quadrinhos buscavam aproveitar o sucesso na época das produções de artes marciais da TV (Kung Fu) e do cinema (filmes de Bruce Lee, principalmente).
Outras revistas em que a equipe apareceu foram Special Collector's Edition: Savage Fists of Kung Fu número  1 e Álbum Especial de Deadly Hands of Kung Fu, sendo que em ambas as publicações a história foi a mesma: "The Master Plan of Fu Manchu". Nessa aventura, os Filhos do Tigre se uniram a Punho de Ferro e Shang-Chi. A Special Collector's Edition traz a história colorida enquanto no Álbum Especial foi publicada em preto e branco.

## Historia

### Formação
Os Filhos do Tigre são formados por três amigos estudantes de artes marciais, discípulos do Mestre Kee: Lin Sun, de descendência chinesa, era o líder da equipe e filho adotivo de Mestre Kee; Abe Brown era um afro-americano que morava no Harlem; e Bob Diamond, ator de cinema caucasiano.

### Biografia ficcional
Lin Sun retornava de um torneio de artes marciais no qual ganhara seu primeiro troféu quando foi surpreendido por um ataque de ninjas em frente a sua escola em São Francisco. Após derrotar os vilões, ele vai até o "Dojo do Tigre" e descobre que o lugar fora destruido. Mestre Kee, seu mentor e pai adotivo, contou agonizante sobre inimigos que o ameaçavam e lhe deu uma caixa, antes de morrer. Dentro do objeto, Lin encontrou três amuletos de jade, uma cabeça e duas garras de tigre, o símbolo da escola. A inscrição na base da caixa dizia: "Quando três são convocados eles se tornarão um. E como um eles irão lutar, a força de vontade irá prevalecer...Pois renascerão como Os Filhos do Tigre" (versão livre do original em inglês: "When three are called and stand as one, as one they'll fight, their will be done...For each is born anew, The Tiger's Son"). Esses amuletos mais tarde seriam chamados de "Os Amuletos do Poder".
Pouco tempo depois, Lin se encontra com seus dois amigos, Abe Brown e Bob Diamond, que também contam que foram atacados pelos ninjas. Lin lhes fala sobre a morte do Mestre Kee e dá a cada um um amuleto das garras do tigre. As peças estão misticamente conectadas e os três percebem que suas habilidades marciais e força mental são combinadas e ampliadas pelo uso dos amuletos. Durante essa série o trio luta contra os "Silenciosos" (The Silent Ones), uma organização maligna que pretende dominar o mundo.

### Separação
Na história iniciada em Deadly Hands of Kung Fu número 19, com o título "An Ending", o trio se separa e Lin Sun joga os amuletos numa lata de lixo de um beco. Hector Ayala, um nativo de Porto Rico, descobre os amuletos e os usa para se tornar o Tigre Branco. Os Filhos do Tigre aparecem nas duas aventuras seguintes, "A Beginning" e "To Claw the Eyes of Night", fazendo a transição para as aventuras solo do Tigre Branco. Abe Brown é muitas vezes visto depois disso. Apesar da mudança de protagonistas, as aventuras continuaram usando o título de "Sons of the Tiger" ou Filhos do Tigre.

### Após o cancelamento
Bob Diamond continuou fazendo aparições ocasionais em Power Man and Iron Fist como o amante de Colleen Wing.
Mais recentemente, os Filhos do Tigre reapareceram brevemente como membros da Resistência Humana de Luke Cage após a Feiticeira Escarlate ter mudado o mundo em Dinastia M, acompanhados de Filhas do Dragão, Gata Negra, Punho de Ferro e Cavaleiro da Lua. Lin Sun, Abe Brown e Lotus Shinchuko aparecem na revista The Pulse como guarda-costas de Luke Cage, que tinha sido ferido após os eventos de Guerras Secretas. Eles também aparecem como aliados do Homem-Aranha na revista Marvel Team-Up número 40. Em novembro de 2008, são vistos em Manifest Destiny: Wolverine.

## Membros
- Lin Sun é líder do trio  de origem chinesa,ele é filho adotivo do mestre Kee.
- Abe Brown é um afro-americano,com habilidade em danças de rua,que vivia nas ruas do Ghetto no Harlem.
- Bob Diamond é o membro caucasiano do trio,é um famoso ator de Hollywood.
- Lotus Shinchuko é uma artista marcial que ficou sob o controle do grupo vilão Silent Ones,ela se envolveu romanticamente com um deles, Bob Diamond.
- Hector Ayala é estudante universitário na Empire State University de Nova York, nasceu em San Juan, Porto Rico ele descobriu os amuletos de tigre que antes eram usado por Lin,Abe e Bob.

## Ligações Externas
- Hero History: The Sons of the Tiger